# Biruta
Biruta (litovsko Birutė) je bila druga žena velikega litovskega vojvode Kęstutisa in mati Vitautasa Velikega, * ni znano, blizu Palange, † 1382, Brest.
O njenem življenju je zelo malo znanega, po njeni smrti pa se je med Litovci razvil močan Birutin kult, zlasti v Samogitiji.

## Življenje

### Poroka
Rojena je bila verjetno blizu Palange v premožni litovski, samogitski ali kurski družini.  Zgodba o njeni poroki s Kęstutisom je v Litvi postala romantična legenda. Kronike omenjajo, da je bila Biruta svečenica (litovsko vaidilutė) in služila poganskim bogovom tako, da je varovala sveti ogenj. Ko je Kęstutis slišal za njeno lepoto, je obiskal njeno deželo in jo prosil, naj se poroči z njim. Biruta ga je zavrnila, ker je bogovom obljubila, da bo do smrti varovala svojo nedolžnost. Kęstutis jo je nato na silo odpeljal v Trakai in priredil veliko poroko. S Kęstutisom je imela tri sinove in tri hčere. Vitautas, njun prvi sin, je bil rojen okoli leta 1350, kar kaže, da je bila poroka sklenjena leta 1349 ali nekoliko prej.
Zgodovinar S.C. Rowell namiguje, da je poroka s pogansko in ne s pravoslavno vojvodinjo iz slovanskih dežel pomagala Kęstutisu pridobiti podporo poganskih Litovcev,  potem ko sta on in njegov brat Algirdas leta 1345 odstavila Jaunutisa.

### Smrt
Okoliščine Birutine smrti niso povsem jasne. Leta 1381 in 1382 je bil Kęstutis v vojni proti svojemu nečaku Jogaili, ki je postal veliki vojvoda Litve in je proti Kęstutisu sklenil zavezništvo s tevtonskim viteškim redom. Kęstutisa so nasprotniki ujeli in zaprli v grad Kreva in ga teden kasneje  našli mrtvega. Nekatere kronike omenjajo, da je bil umorjen. Ena od kronik, ki so jo napisali tevtonski vitezi, kljub nejasni okoliščinam Kęstutisove smrti na kratko omenja, da je bila Biruta iz varnostnih razlogov preseljena v Brest v Belorusiji, kjer je bila jeseni 1382 utopljena, verjetno kot odgovor na Vitautasov pobeg iz Kreve. Na žalost noben drug vir trditve niti potrjuje niti zavrača. Petintrideset let pozneje je delegacija Samogitije na Konstanškem koncilu njen umor zanikala. Ena od legend je trdila, da se je Biruta vrnila v svetišče v Palangi, kjer je prej služila, in nadaljevala s služenjem bogovom do svoje smrti okoli leta 1389.
Legenda pravi, da je bila pokopana v Palangi ob vznožju hriba, po njej imenovanega Birutin hrib.

## Čaščenje
Birutin kult se je razvil in ostal močan še dolgo po njeni smrti. Domačini so jo imeli za boginjo ali pogansko različico svetnice. Leta 1989 so arheologi odkrili dokaze o poganskem svetišču in observatoriju na vrhu hriba Birutė v poznem 14. ali v začetku 15. stoletja. Vse to je bilo zgrajeno verjetno v njeno čast. Obstaja veliko pripovedi o ljudeh, ki so molili k Biruti in jo prosili, naj jim podari dobro zdravje ali srečo. Da bi ljudi odvrnili od čaščenja poganskih bogov in Birutinega groba, so leta 1506 na vrhu hriba zgradili kapelo svetega Jurija. Kapelo so leta 1869 obnovili in še vedno stoji in je priljubljena turistična destinacija.
Birutin hrib je najvišja sipina v obmorskem letovišču Palanga na obali Baltskega morja in del botaničnega vrta Palanga. Arheološke raziskave kažejo, da je bila ob vznožju hriba v 10. stoletju vas. V 13. stoletju, ko so tja vdrli tevtonski vitezi in Livonski red, so vaščani zgradili obrambni sistem s stolpom. Po začetnem porazu je bil obrambni sistem obnovljen in okrepljen. Imel je dva stolpa, vrh hriba pa je obdajal zid. Ko pa so ga v drugi polovici 14. stoletja požgali, so namesto njega zgradili pogansko svetišče in opazovalnico.

## Zanimivost
Po Biruti je bil imenovan asteroid 212977 Birutė.

## Sklic
1. ↑  Бирута // Энциклопедический словарь — Sankt Peterburg.: Брокгауз — Ефрон, 1891. — Т. IIIа. — С. 913.
2. ↑  Rowell, S. C. (Spring 1994). »Pious Princesses or Daughters of Belial: Pagan Lithuanian Dynastic Diplomacy, 1279–1423«. Medieval Prosopography. 15 (1): 12. ISSN 0198-9405.